# Amegilla feronia
Amegilla feronia es una especie de abeja excavadora perteneciente al género Amegilla, categorizada en la tribu Anthophorini, de la subfamilia Apinae. Fue descrita por Maurits Anne Lieftinck en 1944.
Este ejemplar es válido y aceptado y aparece registrado en una sección de la publicación World Bee Checklist de 2008 del autor Ruggiero M.

## Distribución
La especie se distribuye por el continente asiático, específicamente en Indonesia, en la provincia de Java Occidental.